# بزرگسال جوان (فیلم)
بزرگسال جوان (به انگلیسی: Young Adult) فیلمی کمدی-درام محصول سال ۲۰۱۱ است. این چهارمین فیلم جیسون رایتمن است و دیابلو کودی فیلمنامه آن را نوشته‌است. این دو در سال ۲۰۰۷ و با فیلم جونو نیز با هم همکاری داشتند. در این فیلم، شارلیز ترون، پاتریک ویلسون و پاتون اوسوالت بازی می‌کنند و جاناتان کیمبلز سیمونز نیز راوی است.

## خلاصه داستان
میویس گری (ترون)، نویسنده رمان‌های جوانان است که بعد از طلاق گرفتن، تصمیم می‌گیرد به زادگاه خود شهر مرکوری برگردد تا با بادی (ویلسون) دوست‌پسر دوران دبیرستان خود، مجدداً رابطه ایجاد کند. اما وقتی متوجه می‌شود بادی ازدواج کرده و در حال بچه‌دار شدن است، با کمک دیگر دوست دوران دبیرستان خود مت (اوسوالت) تلاش می‌کند تا ازدواج بادی را برهم زنند و…

## بازیگران
- شارلیز ترون (در نقش میویس گری)
- پاتریک ویلسون (در نقش بادی اسلید)
- پتن اسوالت (در نقش مت فری‌هف)
- الیزابت ریسر (در نقش بت اسلید)
- جیل آیکن‌بری (در نقش هدا گری)